# Moacir Rodrigo de Castro Maia
Moacir Rodrigo de Castro Maia é um historiador brasileiro. É especialista no estudo da diáspora courana em Minas Gerais.
É membro da Academia Marianense de Letras, Ciências e Artes.

## Formação e atuação
Formou-se em História pela Universidade Federal de Ouro Preto. Já na primeira formação, dedicou-se à história da escravidão. Seu trabalho de conclusão de curso foi Relações de compadrio e escolha de nome entre escravos de Mariana (1720-1785), sob orientação do Renato Pinto Venâncio. Laureou-se mestre pela Universidade Federal Fluminense, com orientação de Luciano Figueiredo, sua dissertação foi uma expansão e aprofundamento de seu TCC.
Realizou doutorado em História Social, pela Universidade Federal do Rio de Janeiro e pela Universidade de Nova Iorque, tendo sido orientado por Juliana Beatriz Almeida de Souza e Paul Lovejoy. Faz parte do Núcleo de Pesquisa em História Econômica e Demográfica, da Universidade Federal de Minas Gerais, e do Núcleo de Estudos Afro-brasileiros e Indígenas, da Universidade Federal de Ouro Preto.

## Prêmios e honrarias
Recebeu, pela sua tese de doutorado, o prêmio Arquivo Nacional de Pesquisa.
Em 2022 recebeu a Comenda do Mérito Cultural, pela Câmara Municipal de Mariana, e a Medalha do Aleijadinho, em uma ação conjunta da Prefeitura Municipal de Ouro Preto, da Câmara Municipal de Ouro Preto e do Museu Aleijadinho.
Seu livro Sacerdotisas voduns e rainhas do Rosário, escrito conjuntamente a Aldair Carlos Rodrigues, serviu de base para o samba enredo do desfile da Escola de Samba Unidos do Viradouro, campeã do carnaval de 2024.

## Publicações
Já publicou diversos artigos e capítulos de livros. É figura recorrente na Revista Afro-Ásia. É autor de dois livros:
- Sacerdotisas voduns e rainhas do Rosário: Mulheres africanas e Inquisição em Minas Gerais (século XVIII). Chão Editora, 2023. Conjuntamente a Aldair Carlos Rodrigues. ISBN 6580341122
- De reino traficante a povo traficado: a diáspora dos courás do golfo do Benin para Minas Gerais (América Portuguesa, 1715 - 1760). Rio de Janeiro: Arquivo Nacional, 2022. Obra vencedora do prêmio Arquivo Nacional de Pesquisa, 2019. ISBN 857009003X